# (615) Roswitha
(615) Roswitha es un asteroide perteneciente al cinturón de asteroides descubierto el 11 de octubre de 1906 por August Kopff desde el observatorio de Heidelberg-Königstuhl, Alemania.
Está nombrado en honor de la poetisa alemana del siglo X Hroswitha de Gandersheim.